# Ribeira de Algés
A ribeira ou rio de Algés é um pequeno curso de água que nasce junto à Quinta do Outeiro, na Buraca, sudeste da cidade da Amadora, e drena as zonas da serra de Carnaxide e de Monsanto em direção ao Gargalo do Tejo, onde desagua na Doca de Pedrouços (Lisboa). Atualmente, toda a sua bacia hidrográfica se encontra altamente artificalizada, exceção feita aos cursos de água que transcorrem pela serra de Monsanto.
A ribeira atravessa vastas zonas habitacionais e industriais, tendo por isso sofrido grandes efeitos antropogénicos. A ocupação dos terrenos ribeirinhos iniciou-se no século XVI, com a construção de estruturas defensivas na margem norte do Tejo que permitiram à população de Algés de Cima avançar para sul e ocupar o vale desta ribeira. Posteriormente, a pressão demográfica das décadas de 60-70 do século XX viu a construção desordenada e maciça dos restantes espaços disponíveis. Deste modo, são poucos os tramos em que o seu leito se encontra em estado natural, sendo este muitas vezes revestido e confinado por muros de gabiões ou de betão (caso das zonas industriais de Alfragide e Carnaxide). O seu percurso a montante é feito a céu aberto, que passa a ser canalizado subterraneamente ao atravessar o núcleo urbano de Miraflores e também no seu troço final de 2 km, atravessando a baixa de Algés e desaguando na doca de Pedrouços.
Os fenómenos de cheia e alagamentos na sua bacia hidrográfica são frequentes em épocas de pluviosidade mais intensa, verificando-se episódios severos aquando do desabamento da Rua Conde Maior (em 2008)e das cheias de 2022 na região de Lisboa, com vítimas mortais, importantes prejuízos materiais e o encerramento da Estação Ferroviária de Algés. 
O seu principal alfluente é a ribeira da Outurela, que atravessa a zona de Carnaxide, Portela e Outurela até se juntar ao curso de água principal na zona do Arquiparque, em Miraflores, onde integra, mais a jusante, o jardim da localidade. Para além deste jardim, possui também outros dois nas suas margens, no Município da Amadora: os parques da Ribeira e do Zambujal. Na Portela de Carnaxide, une-se ao seu leito a ribeira de Monsanto.
Devido à hidrodinâmica, a qualidade da água nesta ribeira pode afetar significativamente a qualidade da água nas praias da Torre e de Santo Amaro de Oeiras. Dentre as ribeiras de Oeiras, a ribeira de Algés é a que apresenta a mais baixa integridade ecológica, bem como os maiores níveis de contaminação por metais pesados e elementos químicos de eutrofização.